# Tropaeolum tuberosum
 (mai 2014).
Si vous disposez d'ouvrages ou d'articles de référence ou si vous connaissez des sites web de qualité traitant du thème abordé ici, merci de compléter l'article en donnant les références utiles à sa vérifiabilité et en les liant à la section « Notes et références ».
Espèce
La Capucine tubéreuse (Tropaeolum tuberosum),  est une espèce de plantes vivaces de la famille des Tropaeolaceae. Originaire des Andes, elle y est traditionnellement cultivée pour son tubercule comestible, principale source de nourriture dans cette région montagneuse.

## Description

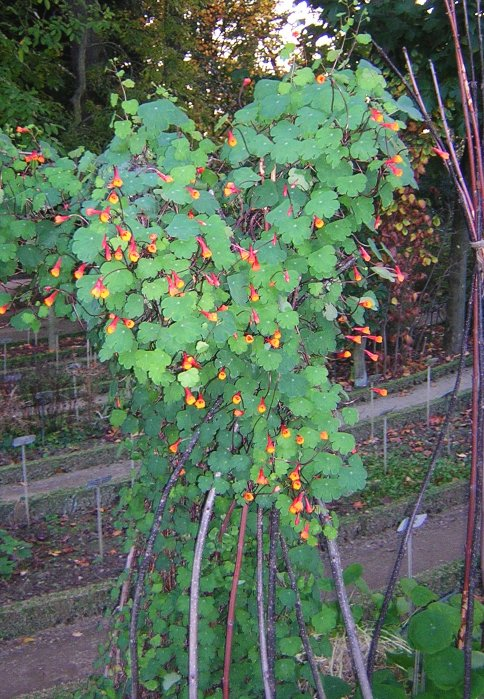
Capucine tubéreuse, parc du Thabor (Rennes, France).
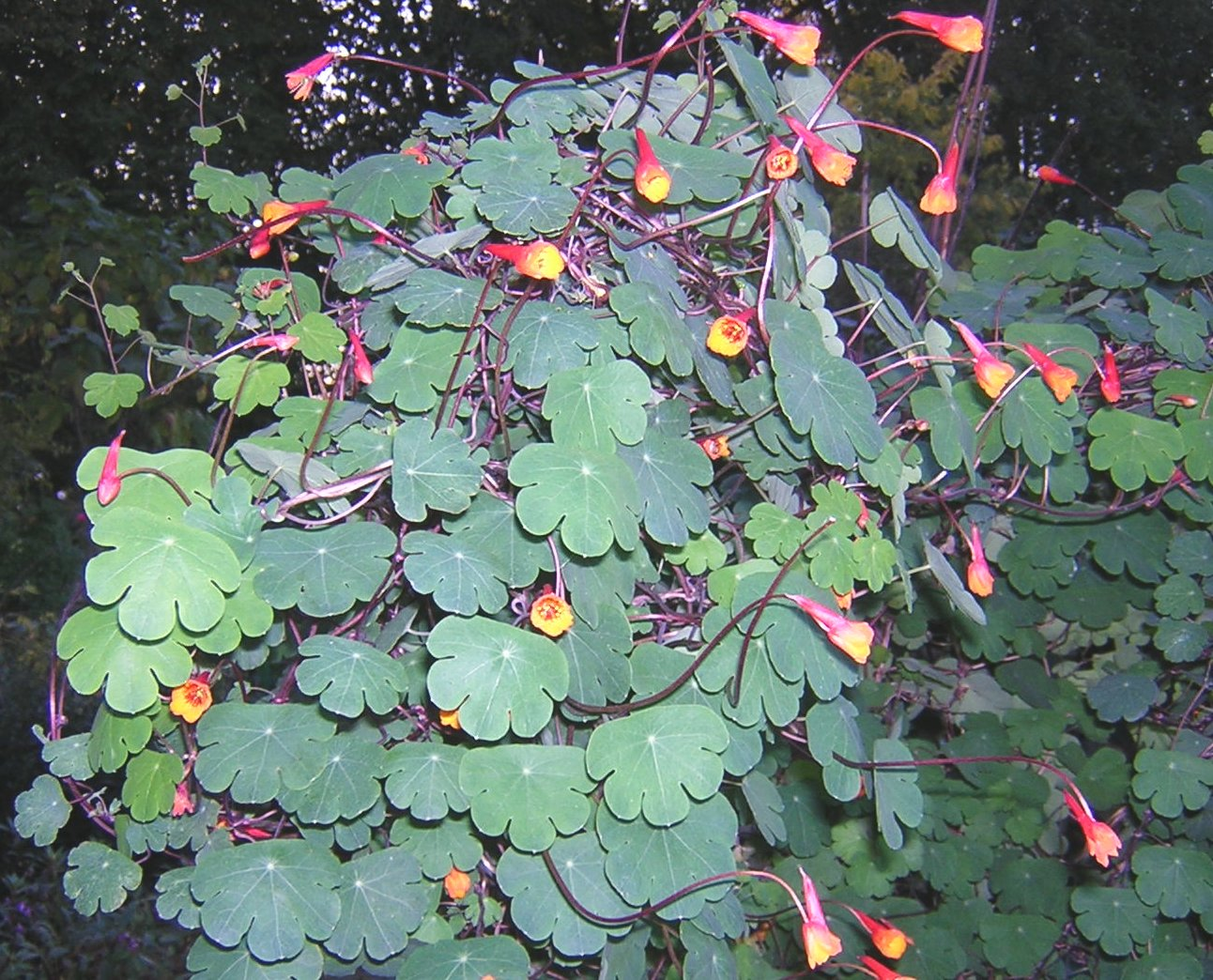
Capucine tubéreuse, parc du Thabor (Rennes, France).
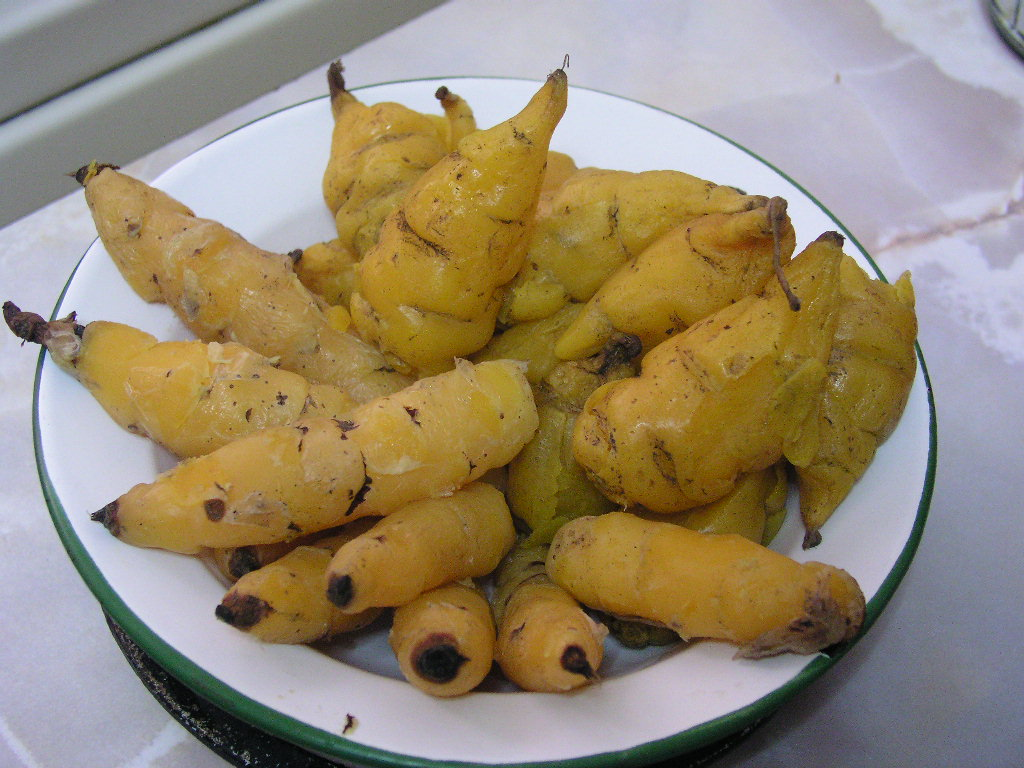
Plat de mashua au Pérou.

Autres dénominations :

La plante est communément appelée mashua au Pérou et en Équateur, mais d'autres noms existent :
- Mashwa ou mashua
- Maswallo
- Mazuko
- Mascho (Pérou)
- Añu (Añu : au Pérou et en Bolivie)
- Isaño, K'isaño (Bolivie)
- Cubio (en Colombie)

### Liste des sous-espèces
Selon Catalogue of Life (19 mai 2014), The Plant List (19 mai 2014) et Tropicos (19 mai 2014) :
- sous-espèce Tropaeolum tuberosum subsp. silvestre
- sous-espèce Tropaeolum tuberosum subsp. tuberosum

## Culture
La plante est bien adaptée à l'agriculture de subsistance de haute altitude. Elle pousse avec vigueur même dans des sols pauvres et en présence de mauvaises herbes, et donne des rendements élevés.
Sa résistance extraordinaire aux insectes, aux parasites et aux bactéries est attribuée au niveau élevé d'isothiocyanates qu'elle contient. En Colombie, elle est cultivée comme plante d'accompagnement pour servir de pesticide dans les champs de pommes de terre.
En Europe, la capucine tubéreuse, tout comme l’oca du Pérou et l'ulluco, a été introduite vers 1850 pour remplacer la pomme de terre, attaquée par le mildiou notamment pendant la famine irlandaise. Sa culture a été quasiment arrêtée en Europe après que les agriculteurs aient appris à protéger leurs cultures de pomme de terre.

## Utilisation
Le tubercule est plutôt de saveur piquante lorsqu'il est cru, mais ce défaut disparaît dès qu'il est cuit. C'est une propriété des capucines. La fleur est également comestible.
La capucine tubéreuse est aussi utilisée dans les affections rénales et à des propriétés diurétiques.
La popularité de cette plante est cependant limitée en raison de son goût puissant et de sa réputation d'être anaphrodisiaque. Le chroniqueur espagnol Bernabé Cobo rapporte que les empereurs incas faisaient consommer des capucines tubéreuses à leurs soldats afin qu'ils n'aient plus leurs femmes en tête. Des études sur les rats mâles nourris avec des tubercules de Mashua ont montré une baisse du niveau de testostérone de 45 %.